# Championnat de Guinée équatoriale de football 2018
Navigation
Saison précédente Saison suivante
Le Championnat de Guinée équatoriale de football 2018 est la quarantième édition du Championnat de Guinée équatoriale de football. 
La compétition se scinde en deux phases :
- La première phase voit les équipes réparties en deux poules géographiques (Insular et Continental), où elles s'affrontent à deux reprises. Les trois premiers se qualifient pour la seconde phase.
- Lors de la seconde phase, les six qualifiés se retrouvent dans une poule unique et s'affrontent à deux reprises.

C'est le club de Leones Vegetarianos qui remporte le titre cette saison. C'est le deuxième titre de champion de Guinée équatoriale de l'histoire du club.

## Les clubs participants
- Leones Vegetarianos
- Deportivo Unidad
- Atlético Semu
- CD Elá Nguema
- UD Estrella Roja   - Promu de Segunda División
- UD Santa María
- San Pablo Nsok - Promu de Segunda División
- Panthers FC - Promu de Segunda División
- Real XPB   - Promu de Segunda División
- Recreativo Lampert
- Real Rebola FC   - Promu de Segunda División
- San Kuma Sport   - Promu de Segunda División
- Deportivo Niefang  - Promu de Segunda División
- Futuro Kings  - Promu de Segunda División
- DVO Mongomo  - Promu de Segunda División
- FC Bata
- Quince de Agosto
- Racing Micomeseng
- Dragon FC - Promu de Segunda División
- Akonagui FC - Promu de Segunda División
- Unión Vesper
- Atlético Bata
- Inter Dimbala - Promu de Segunda División

## Compétition
Le barème utilisé pour le classement est le suivant :
- Victoire : 3 points
- Match nul : 1 point
- Défaite, abandon ou forfait : 0 point

### Première phase
| Rang | Équipe               | Pts | J  | G  | N | P  | Bp | Bc | Diff |
| ---- | -------------------- | --- | -- | -- | - | -- | -- | -- | ---- |
| 1    | Leones VegetarianosT | 53  | 20 | 17 | 2 | 1  | 54 | 14 | +40  |
| 2    | Deportivo Unidad     | 51  | 21 | 16 | 3 | 2  | 41 | 9  | +32  |
| 3    | Atlético Semu        | 48  | 21 | 16 | 0 | 4  | 45 | 13 | +32  |
| 4    | CD Elá Nguema        | 35  | 21 | 11 | 2 | 8  | 30 | 21 | +9   |
| 5    | UD Estrella Roja P   | 30  | 20 | 8  | 6 | 6  | 20 | 23 | -3   |
| 6    | UD Santa María       | 28  | 21 | 8  | 4 | 9  | 24 | 28 | -4   |
| 7    | San Pablo Nsok P     | 27  | 20 | 8  | 3 | 9  | 30 | 26 | +4   |
| 8    | Panthers FC P        | 17  | 19 | 4  | 5 | 10 | 16 | 22 | -6   |
| 9    | Real XPB P           | 17  | 19 | 5  | 2 | 12 | 24 | 32 | -8   |
| 10   | Recreativo Lampert   | 17  | 21 | 4  | 5 | 11 | 17 | 36 | -19  |
| 11   | Real Rebola FC P     | 8   | 20 | 2  | 2 | 16 | 19 | 50 | -31  |
| 12   | San Kuma Sport P     | 5   | 21 | 1  | 2 | 18 | 13 | 53 | -40  |

| Rang | Équipe              | Pts | J  | G  | N | P  | Bp | Bc | Diff |
| ---- | ------------------- | --- | -- | -- | - | -- | -- | -- | ---- |
| 1    | Deportivo Niefang P | 46  | 19 | 15 | 1 | 3  | 39 | 14 | +25  |
| 2    | Futuro Kings P      | 38  | 19 | 11 | 5 | 3  | 39 | 23 | +16  |
| 3    | DVO Mongomo P       | 32  | 18 | 9  | 5 | 4  | 32 | 18 | +14  |
| 4    | FC Bata             | 32  | 18 | 9  | 5 | 4  | 28 | 18 | +10  |
| 5    | Quince de Agosto    | 31  | 18 | 9  | 5 | 4  | 36 | 21 | +15  |
| 6    | Racing Micomeseng   | 29  | 19 | 8  | 5 | 6  | 20 | 20 | 0    |
| 7    | Dragon FC P         | 23  | 19 | 5  | 8 | 6  | 22 | 25 | -3   |
| 8    | Akonagui FC P       | 21  | 19 | 6  | 3 | 10 | 24 | 29 | -5   |
| 9    | Atlético Bata       | 16  | 19 | 4  | 4 | 11 | 25 | 41 | -16  |
| 10   | Inter Dimbala FC P  | 21  | 20 | 3  | 3 | 14 | 13 | 45 | -32  |
| 11   | Unión Vesper        | 11  | 19 | 2  | 5 | 12 | 24 | 45 | -21  |

- source

### Seconde phase
Les clubs qualifiés se rencontrent en match aller et retour .
Après cette phase Leones Vegetarianos est sacré champion.

## Bilan de la saison
| Championnat de Guinée équatoriale de football 2017 |                                |
| Champion                                           | Leones Vegetarianos (2e titre) |
| Coupes et trophées                                 |                                |
| Vainqueur de la Coupe de Guinée équatoriale 2017   | non disputée                   |
| Qualifications continentales                       |                                |
| Ligue des champions de la CAF 2018-2019            | Leones Vegetarianos            |
| Coupe de la confédération 2018-2019                | Deportivo Unidad               |
| Promotions et relégations                          |                                |
| Promus en Primera División                         |                                |
| Relégués en Segunda División                       |                                |